# لیلیا شوبوخووا
لیلیا شوبوخووا (روسی: Лилия Булатoвнa Шoбухова (Шагбaлова) (Волкова)؛ زادهٔ ۱۳ نوامبر ۱۹۷۷) دونده اهل روسیه بود.